# Asya Djoulaït
Asya Djoulaït, née en 1993 à Paris, est une femme de lettres française.

## Biographie
Asya Djoulaït est née à Paris. Elle est professeure de lettres en Seine-Saint-Denis, romancière et comédienne.
Après une classe préparatoire aux grandes écoles au lycée Chaptal, à Paris, elle s'installe au Liban dans le cadre d'un Master en littérature générale et comparée.
Elle publie une première nouvelle, Filigrane, qui traite du trafic d’œuvres d’art entre la Syrie en guerre et l’Europe. Cette nouvelle est primée dans le cadre d’un concours organisé par la Sorbonne.
Passionnée de théâtre, elle intègre les Cours Florent en 2017 puis une troupe internationale d'art dramatique.
En 2020, elle publie son premier roman Noire précieuse sur le questionnement identitaire et linguistique d'une adolescente vivant à Paris. La langue du roman rend hommage au nouchi, un argot ivoirien, mélange de différents dialectes et de français. Ce roman fait partie de la sélection 2020 pour le prix du premier roman de la Société des gens de lettres (SGDL).
En 2025, elle publie Ibn, l'histoire d'un adolescent qui devient orphelin lorsqu'il trouve sa mère morte sur son tapis de prière. Entre courage et folie, l'adolescent décide de n'avertir personne et de l'enterrer seul.
Elle est lauréate du Prix du Jeune écrivain et du Festival du premier roman.

## Publications
- Noire précieuse, Gallimard, 2020
- Ibn, Grasset, 2025